# Горка (Сосновский сельсовет, Вологодский район)
Горка — деревня в Вологодском районе Вологодской области.
Входит в состав Сосновского сельского поселения, с точки зрения административно-территориального деления — в Сосновский сельсовет.
Расстояние по автодороге до районного центра Вологды — 34,5 км, до центра муниципального образования Сосновки — 15 км. Ближайшие населённые пункты — Красное, Трофимово, Боково, Починок-1, Ваталино.
По данным переписи в 2002 году постоянного населения не было.